# 東海林俊成
東海林俊成（日语：／ Shōji Toshinari，1890年10月27日—1974年12月10日），大日本帝國陸軍軍人，宮城縣出身。二次大戰官至少將，被同盟國認定為乙級戰犯。

## 經歴
1912年5月，日本陸軍士官學校（24期）卒業。同年12月，任步兵少尉。
1939年8月，昇升步兵大佐，留守第2師團司令部（東北帝國大學配屬將校）。同年10月，就任仙台連隊區司令官。1941年4月，太平洋戰爭時任第38師團歩兵第230連隊長。曾參加侵略香港、荷蘭東印度群島戰役、爪哇島攻略戰。
1943年11月，第5方面軍屬下第30警備司令官，駐屯網走。1944年3月，晉級陸軍少將。同年10月，就任第5方面軍兵務部長。1945年3月，任仙台地區司令官。
1945年日本投降後，因涉乙級戰犯罪行被巴達維亞軍事法庭判處死刑。後獲減刑，判監10年，後被移送駐日盟軍總司令部（GHQ），監禁於巢鴨監獄。